# محمد مهر علي
محمد مهر علي (ت. 1428 هـ / 2007 م) هو عالم مسلم، من أهل البنغلاديش.
ولد سنة 1932 م في خلنا بالبنغلاديش وتخرج في جامعة دكا ومعهد الدراسات الشرقية والأفريقية بجامعة لندن. وتوفي في لندن في 11 نيسان 2007 م.

## آثاره
من آثاره العربية:
- مزاعم المستشرقين حول القرآن الكريم.
- ترجمة معاني القرآن الكريم والمستشرقون : لمحات تاريخية وتحليلية.
- تاريخ المسلمين في السنغال.
- تاريخ المسلمين في البنغلاديش.